# Richard de Cornouailles
Ne doit pas être confondu avec comte de Cornouailles.
Pour les articles homonymes, voir Cornouailles (homonymie).
Richard d'Angleterre dit Richard de Cornouailles, né le 5 janvier 1209 à Winchester et mort le 2 avril 1272 à Berkhamsted, est un prince de la maison Plantagenêt, fils de Jean sans Terre, roi d'Angleterre, et d'Isabelle d'Angoulême. Nommé comte de Cornouailles par son frère le roi Henri III en 1225, il était un des propriétaires fonciers les plus riches de l'Angleterre. Le prince a apporté son soutien au règne de son frère pendant la seconde guerre des Barons. 
Aiguillonné par l'ambition et soutenu par le pape Alexandre IV, il se fit élire roi des Romains en 1257. Dans les conditions du Grand Interrègne, toutefois, il n'était pas en mesure d'imposer son pouvoir sur le Saint-Empire.

## Biographie

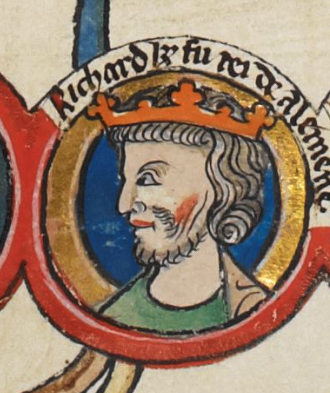
Richard dans une généalogie royale du XIIIe siècle.

Né au château de Winchester, Richard était le deuxième fils du roi Jean sans Terre (1166–1216) et de sa seconde épouse Isabelle d'Angoulême (1188/92–1246), fille du comte Aymar Taillefer.  Il a été baptisé du nom de son oncle Richard Cœur de Lion, roi d'Angleterre jusqu'en 1199. L'enfant grandit à la cour de sa mère au château de Marlborough. En 1214, il accompagna son père dans une campagne contre la France qui culmina à la bataille de la Roche-aux-Moines. Lorsque les barons anglais se révoltèrent à leur retour l'année suivante, le jeune prince fut confié à la garde de Pierre de Mauley au château de Corfe.
À la suite de la mort de Jean, le frère aîné de Richard, Henri III, encore mineur, monta sur le trône d'Angleterre. Quelques mois plus tard, leur mère Isabelle rentrait en France pour se marier à Hugues X de Lusignan. À partir du second couronnement d'Henri en 1220, Richard se trouve à la cour royale. L'année suivante il reçut l'honneur d'Eye dans le Suffolk. En 1223, il accompagna Alexandre II, roi d'Écosse, lors de sa visite sur la tombe de Thomas Becket à Canterbury.
Au cours du conflit entre Capétiens et Plantagenêts, en 1225, il mena à bon terme une campagne en Gascogne, avec le soutien de commandants militaires expérimentés tels que Guillaume Longue-Épée ; néanmoins, le comté de Poitou ne put être récupéré. Après la mort du roi Louis VIII le Lion, le 8 novembre 1226, Richard essaya de signer une alliance avec les comtes français Thibaut IV de Champagne et Henri II de Bar, mais les négociations à Thouars échouèrent. En avril 1227, il retourna en Angleterre.
Nommé comte de Cornouailles par son frère Henri III le 13 février 1225, il reçut de vastes domaines en fief héréditaire. En juillet 1227, il se fâcha avec son frère et il conclut une alliance contre le roi avec son beau-frère Guillaume le Maréchal et plusieurs nobles assemblés à Stamford. Les insurgés adressèrent à Henri et à son ministre Hubert de Burgh une lettre d'appel de fonds. Après d'intenses négociations à Northampton, le roi répondit aux demandes de Richard et la révolte s'effondra. En 1230, il participa à la campagne de Henri III en France, qui ne rencontra pas beaucoup de succès. Richard était négociateur en chef dans le cadre de l'accord avec le duc Pierre Ier de Bretagne.
En 1240, il rejoignit la croisade en Terre sainte. Il y resta quelques mois et rembarqua à Saint-Jean d'Acre le 3 mai 1241 à destination de l'Angleterre.
En mai 1242, il suivit son frère le roi Henri III d'Angleterre lors de sa campagne en France pour reconquérir l'héritage Plantagenêt. Cette campagne se termina par la défaite des Anglo-Poitevins à la bataille de Taillebourg le 21 juillet 1242, face au roi Louis IX de France.
Nommé comte de Cornouailles depuis 1225, il fut élu roi des Romains en 1257, mais le titre lui fut contesté par Alphonse X de Castille et il ne fut jamais sacré empereur. 
Parmi d'autres affaires, il dépensa beaucoup d'argent au développement de son château de Wallingford. En 1264, il fut fait prisonnier par les partisans de Simon de Montfort à la bataille de Lewes. Libéré en septembre 1265, il retourna en Allemagne en août 1268 et réunit la diète de Worms en avril 1269 où il fit passer un règlement sur l'abolition des péages sur le Rhin. 
Il fonda en 1245 l'abbaye de Hailes sur des terres royales que son frère Henri III lui a données. Le comte y sera inhumé à sa mort en 1272.

## Famille et descendance

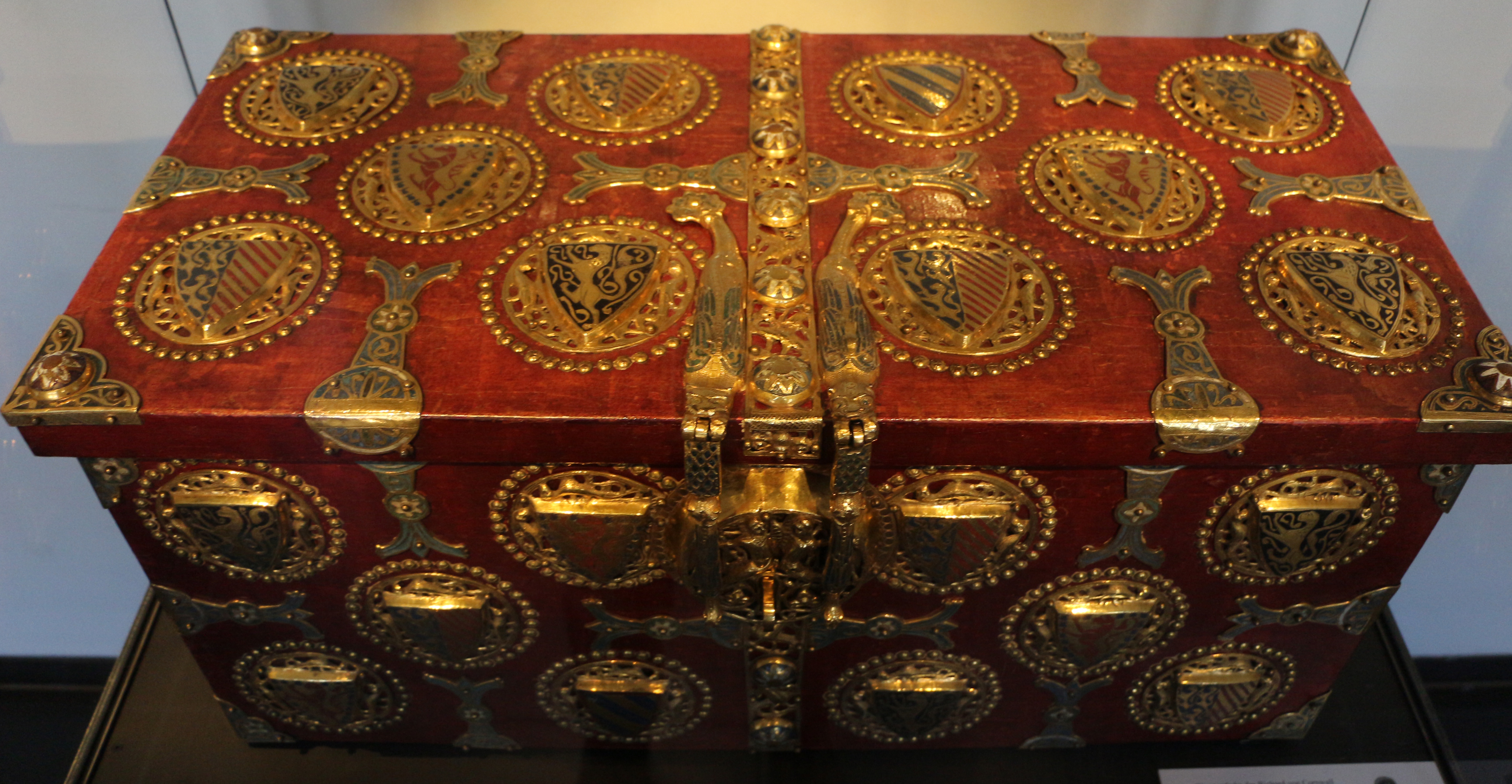
Caisson héraldique de Richard de Cornouailles.

En 1231, le comte Richard de Cornouailles épouse en premières noces lady Isabelle (1200 † 1240), fille de Guillaume le Maréchal, comte de Pembroke, dont :
- Jean (1232 † 1233) ;
- Isabelle (1233 † 1234) ;
- Henri dit d'Almain (1235 † 1271), roi des Romains, marié en 1269 à Constance de Moncade, comtesse de Bigorre († 1310) ;
- Nicolas (1240 † 1240).

Il se remarie en 1243 avec Sancie de Provence (1228 † 1261), fille de Raimond-Bérenger, 5e comte de Provence et de Béatrice de Savoie, dont :
- Richard (1246 † 1246) ;
- Edmond (1249 † 1300), 2e comte de Cornouailles, marié en 1272 à Marguerite de Clare (1250 † 1312).

Veuf, il épouse en troisièmes noces, le 16 juin 1269, Béatrice de Falkenbourg ou de Fauquemont (1253 † 1277), mariage sans enfant.
Il avait aussi via une relation illégitime avec Jeanne de Vautorte dont est issu :
- Sir Richard de Cornewall, ancêtre des Cornwall-Legh, puis barons Grey.

Le comte Richard, roi des Romains, est inhumé à l'abbaye de Hailes (Gloucestershire), qu'il avait fondée.